# Doc Savage: His Apocalyptic Life
Doc Savage: His Apocalyptic Life (cu sensul de Doc Savage: Viața sa apocaliptică) este o biografie fictivă creată de scriitorul american Philip José Farmer despre eroul de ficțiune pulp Doc Savage. 
Cartea este scrisă cu presupunerea că Doc Savage era o persoană reală.  Kenneth Robeson, numele generic al autorilor romanelor cu Doc Savage, este descris ca scriind memorii fictive ale vieții adevăratului Savage. Farmer examinează alcătuirea psihologică a lui Doc și a asociaților săi, pe baza lecturilor strânse ale celor 181 de romane. Într-o anexă, „Arborele genealogic fabulos al lui Doc Savage”, Farmer îl leagă pe Savage de alte zeci de personaje fictive, ca membru al familiei sale Wold Newton.

## Ediții
- 1973, Doubleday, Hardcover
- 1975, Bantam, broșată (extinsă)
- 1981, Playboy, broșată (extinsă)
- 2013, Meteor House, Hardcover (revizuită, extins din nou)
- 2013, Altus Press, broșată (revizuită)

## Vezi și
- 1973 în științifico-fantastic